# Myslatyn
Myslatyn (ukr. Мислятин) – wieś na Ukrainie, w obwodzie chmielnickim, w rejonie szepetowskim, w hromadzie Zasław. W 2001 liczyła 563 mieszkańców, wśród których 560 wskazało jako ojczysty język ukraiński, a 3 rosyjski.